# Cori Henry
Cori Henry (* 9. Dezember 1976) ist ein ehemaliger britisch Sprinter, der sich auf den 400-Meter-Lauf spezialisiert hat. Mit der britischen 4-mal-400-Meter-Staffel gewann er 2003 die Silbermedaille bei den Hallenweltmeisterschaften in Birmingham.

## Sportliche Laufbahn
Erste internationale Erfahrungen sammelte Cori Henry im Jahr 2002, als er bei den Commonwealth Games in Manchester in der ersten Runde im 400-Meter-Lauf disqualifiziert wurde und über 200 Meter in 21,11 s den fünften Platz belegte. Zudem verhalf er der englischen 4-mal-400-Meter-Staffel zum Finaleinzug und trug damit zum Gewinn der Goldmedaille bei. Im Jahr darauf gewann er bei den Hallenweltmeisterschaften in Birmingham mit der Staffel in 3:06,12 min gemeinsam mit Jamie Baulch, Timothy Benjamin und Daniel Caines die Silbermedaille hinter dem jamaikanischen Team. Im selben Jahr beendete er seine aktive sportliche Karriere im Alter von 25 Jahren.
2003 wurde Henry britischer Hallenmeister im 400-Meter-Lauf.

## Persönliche Bestzeiten
- 200 Meter: 20,98 s (−0,1 m/s), 16. Juni 2002 in Manchester
- 400 Meter: 46,46 s, 1. Juni 2002 in Birmingham
  - 400 Meter (Halle): 47,20 s, 2. März 2003 in Birmingham